# Beyrichiana
Beyrichiana is een geslacht van uitgestorven kreeftachtigen uit de klasse van de Ostracoda (mosselkreeftjes).

## Soort
- Beyrichiana gigantea (Jones, Kirkby & Brady, 1884) Kellett, 1933 †